# Johann Tauscher
Johann Tauscher (født 31. marts 1909, død 21. januar 1979) var en østrigsk håndboldspiller, som blandt andet deltog i OL 1936.
Han var en del af det østrigske håndboldlandshold, som vandt sølvmedalje. Han spillede i tre kampe, heriblandt finalen.